# 月光 (キタニタツヤ×はるまきごはんの曲)
「月光」（げっこう）は、Vivid BAD SQUADと音声合成ソフト・MEIKO歌唱のVOCALOID楽曲。2022年5月20日、『プロジェクトセカイ カラフルステージ! feat. 初音ミク』収録曲として、日本のボカロP・キタニタツヤ×はるまきごはんによって発表された。

## 概要
iOSおよびAndroid用ゲームアプリ『プロジェクトセカイ カラフルステージ! feat. 初音ミク』に書き下ろされた楽曲。2022年4月21日、キタニとはるまきごはんが「プロセカ」に本楽曲を書き下ろしたことが発表され、5月20日にゲーム内のキャラクターユニット・Vivid BAD SQUADとMEIKOが歌唱した「セカイver.」がゲーム内に収録された。5月29日に「セカイver.」のミュージックビデオがYouTubeにて公開された。プロセカver.の楽曲は2023年6月21日発売のシングル「月光/街」に収録予定。
初音ミク・鏡音リン歌唱ver.は5月30日にミュージックビデオがYouTubeとニコニコ動画にて公開され、5月31日にスタジオごはんから配信リリースされた。キタニ・はるまきごはん歌唱ver.は6月1日にMASTERSIX FOUNDATIONから配信リリースされ、同日にミュージックビデオがYouTubeにて公開された。
本楽曲について、キタニとはるまきごはんは以下のコメントを寄せている。
| 「            | はるまきごはん、ビビバス、キタニの三者がそれぞれ表現したいこと/すべきことの、ちょうど交差点になるような作品ができたと思います。あなたが何かに挑戦する時、この歌のことを覚えていてくれたら嬉しい。 | 」 |
| —キタニタツヤ | |    |

| 「              | はるまきごはんです、この度キタニタツヤと共同で楽曲を制作しました。キタニのスタジオで楽曲の方向性を話し合ったり、デモの段階から二人でファイルをやり取りしながら、お互いの個性が入り交ざった楽曲になっていると思います。Vivid BAD SQUADの物語の1楽曲として、プロジェクトセカイを彩る楽曲になれば嬉しいです！ | 」 |
| —はるまきごはん | |    |

## 収録曲
| #         | タイトル                                     | 作詞・作曲・編曲             | 歌唱               | 時間 |
| --------- | -------------------------------------------- | ---------------------------- | ------------------ | ---- |
| 1.        | 「月光 (feat. キタニタツヤ) [VOCALOID ver]」 | キタニタツヤ・はるまきごはん | 初音ミク・鏡音リン | 3:54 |
| 合計時間: | 合計時間:                                    | 合計時間:                    | 合計時間:          | 3:54 |

| #         | タイトル                      | 作詞・作曲・編曲             | 歌唱                         | 時間 |
| --------- | ----------------------------- | ---------------------------- | ---------------------------- | ---- |
| 1.        | 「月光 feat. はるまきごはん」 | キタニタツヤ・はるまきごはん | キタニタツヤ・はるまきごはん | 3:54 |
| 合計時間: | 合計時間:                     | 合計時間:                    | 合計時間:                    | 3:54 |

## クレジット
- Words & Music & Arrangement, Programming：キタニタツヤ, はるまきごはん
- 鏡音リン Edit：キタニタツヤ
- 初音ミク Edit：はるまきごはん
- Mix：浦本雅史
- Mastering：John Greenham

### ユニットメンバー
1. 1 2  小豆沢こはね（秋奈）、白石杏（鷲見友美ジェナ）、東雲彰人（今井文也）、青柳冬弥（伊東健人）